# Vicariato apostólico de Mitú
El vicariato apostólico de Mitú (en latín: Vicariatus Apostolicus Mituensis) es una circunscripción eclesiástica de la Iglesia católica en Colombia. Se trata de un vicariato apostólico latino, inmediatamente sujeto a la Santa Sede (agregado a la provincia eclesiástica de Florencia). Desde el 23 de noviembre de 2013 su vicario apostólico es el obispo Medardo de Jesús Henao del Río, de los Misioneros Javerianos de Yarumal.

## Territorio y organización
El vicariato apostólico tiene 54 132 km² y extiende su jurisdicción sobre los fieles católicos de rito latino residentes en el departamento de Vaupés.
Su territorio limita al norte con la diócesis de San José del Guaviare y el vicariato apostólico de Inírida, al este con Brasil, al sur con el vicariato apostólico de Leticia y al oeste con el vicariato apostólico de Puerto Leguízamo-Solano y la diócesis de San José del Guaviare.
La sede del vicariato apostólico se encuentra en la ciudad de Mitú, en donde se halla la Catedral de María Inmaculada.
En 2022 en el vicariato apostólico existían 9 parroquias:
- La Santísima Trinidad del Tiquié, en Mitú;
- María Auxiliadora de Acaricuara, en Mitú;
- María Inmaculada, en Mitú;
- Nuestra Señora de Fátima, en Mitú;
- Nuestra Señora de Guadalupe de Piedra Ñi, en Mitú;
- San Antonio de Carurú, en Carurú;
- San Esteban de Tapurucuara, en Mitú;
- San José de Piracuara, en Yavaraté;
- San Pablo Apóstol de Mandí, en Mitú.[3]

## Historia
La prefectura apostólica de Mitú fue erigida el 9 de junio de 1949 mediante la bula Evangelizationis operi del papa Pío XII, derivando el territorio del vicariato apostólico de Los Llanos de San Martín (hoy arquidiócesis de Villavicencio).
El 19 de enero de 1989 cedió una parte de su territorio para la erección del vicariato apostólico de San José del Guaviare (hoy diócesis de San José del Guaviare) mediante la bula Tum novas utile del papa Juan Pablo II.
El 19 de junio de 1989, como consecuencia de la bula Laetantes cernimus del papa Juan Pablo II, la prefectura apostólica fue elevada al rango de vicariato apostólico con el nombre de vicariato apostólico de Mitú-Puerto Inírida.
El 30 de noviembre de 1996 cedió una porción de su territorio para la erección del vicariato apostólico de Inírida mediante la bula Studiosam sane curam del papa Juan Pablo II y al mismo tiempo asumió su nombre actual.

## Estadísticas
Según el Anuario Pontificio 2023 el vicariato apostólico tenía a fines de 2022 un total de 20 103 fieles bautizados.
| Año                                                                             | Población                     | Población                     | Población                     | Sacerdotes                    | Sacerdotes                    | Sacerdotes                    | Católicos por sacerdote       | Diáconos permanentes          | Religiosos                    | Religiosos                    | Parroquias y cuasiparroquias  |
| Año                                                                             | Católicos                     | Total                         | % de católicos                | Total                         | Diocesanos                    | Regulares                     | Católicos por sacerdote       | Diáconos permanentes          | Masculinos                    | Femeninos                     | Parroquias y cuasiparroquias  |
| Prefectura apostólica de Mitú                                                   | Prefectura apostólica de Mitú | Prefectura apostólica de Mitú | Prefectura apostólica de Mitú | Prefectura apostólica de Mitú | Prefectura apostólica de Mitú | Prefectura apostólica de Mitú | Prefectura apostólica de Mitú | Prefectura apostólica de Mitú | Prefectura apostólica de Mitú | Prefectura apostólica de Mitú | Prefectura apostólica de Mitú |
| ------------------------------------------------------------------------------- | ----------------------------- | ----------------------------- | ----------------------------- | ----------------------------- | ----------------------------- | ----------------------------- | ----------------------------- | ----------------------------- | ----------------------------- | ----------------------------- | ----------------------------- |
| 1950                                                                            | 1000                          | 10 000                        | 10.0                          | 5                             |                               | 5                             | 200                           |                               | 8                             | 13                            |                               |
| 1966                                                                            | 10 325                        | 18 000                        | 57.4                          | 19                            |                               | 19                            | 543                           |                               | 28                            | 33                            | 10                            |
| 1970                                                                            | 28 000                        | 36 000                        | 77.8                          | 17                            |                               | 17                            | 1647                          |                               | 25                            | 36                            |                               |
| 1976                                                                            | 55 811                        | 67 080                        | 83.2                          | 16                            | 1                             | 15                            | 3488                          | 1                             | 23                            | 30                            | 16                            |
| 1980                                                                            | 112 500                       | 134 500                       | 83.6                          | 17                            | 2                             | 15                            | 6617                          |                               | 25                            | 32                            | 17                            |
| Vicariato apostólico de Mitú-Puerto Inírida                                     |                               |                               |                               |                               |                               |                               |                               |                               |                               |                               |                               |
| 1990                                                                            | 28 000                        | 35 000                        | 80.0                          | 12                            |                               | 12                            | 2333                          |                               | 13                            | 12                            | 8                             |
| Vicariato apostólico de Mitú                                                    |                               |                               |                               |                               |                               |                               |                               |                               |                               |                               |                               |
| 1999                                                                            | 20 000                        | 26 000                        | 76.9                          | 11                            | 4                             | 7                             | 1818                          |                               | 10                            | 16                            | 9                             |
| 2000                                                                            | 19 800                        | 21 906                        | 90.4                          | 12                            | 5                             | 7                             | 1650                          |                               | 9                             | 13                            | 9                             |
| 2001                                                                            | 21 000                        | 26 500                        | 79.2                          | 14                            | 7                             | 7                             | 1500                          |                               | 10                            | 15                            | 8                             |
| 2002                                                                            | 23 000                        | 28 000                        | 82.1                          | 15                            | 7                             | 8                             | 1533                          |                               | 8                             | 12                            | 9                             |
| 2003                                                                            | 23 000                        | 26 300                        | 87.5                          | 17                            | 9                             | 8                             | 1352                          |                               | 10                            | 12                            | 9                             |
| 2004                                                                            | 25 000                        | 28 000                        | 89.3                          | 15                            | 6                             | 9                             | 1666                          |                               | 11                            | 10                            | 9                             |
| 2010                                                                            | 23 300                        | 29 400                        | 79.3                          | 14                            | 5                             | 9                             | 1664                          |                               | 12                            | 9                             | 9                             |
| 2014                                                                            | 15 200                        | 40 000                        | 38.0                          | 27                            | 16                            | 11                            | 562                           | 1                             | 11                            | 4                             | 9                             |
| 2017                                                                            | 17 403                        | 43 000                        | 40.5                          | 15                            | 8                             | 7                             | 1160                          |                               | 7                             | 4                             | 9                             |
| 2020                                                                            | 19 509                        | 43 358                        | 45.0                          | 20                            | 13                            | 7                             | 975                           | 1                             | 7                             | 4                             | 9                             |
| 2022                                                                            | 20 103                        | 44 700                        | 45.0                          | 21                            | 13                            | 8                             | 957                           | 1                             | 9                             | 3                             | 9                             |
| Fuente: Catholic-Hierarchy, que a su vez toma los datos del Anuario Pontificio. |                               |                               |                               |                               |                               |                               |                               |                               |                               |                               |                               |

## Episcopologio
- Gerardo Valencia Cano, M.X.Y. † (19 de julio de 1949-24 de marzo de 1953 nombrado vicario apostólico de Buenaventura)
- Heriberto Correa Yepes, M.X.Y. † (11 de noviembre de 1953-diciembre de 1966 renunció)
- Belarmino Correa Yepes, M.X.Y. † (30 de octubre de 1967-19 de enero de 1989 nombrado vicario apostólico de San José del Guaviare)
- José Gustavo Ángel Ramírez, M.X.Y. † (19 de junio de 1989-15 de septiembre de 2009 retirado)
  - Sede vacante (2009-2013)
- Medardo de Jesús Henao del Río, M.X.Y., desde el 23 de noviembre de 2013